# 白朮祭
白朮祭（おけらさい、をけらさい）とは、京都市東山区にある八坂神社において元日1月1日午前5時から行われる、一年の安泰を祈る神事である。古くは「祇園削掛神事（ぎおんけづりかけ、ぎをんけづりかけのしんじ）」と称した。 白朮はオケラ (植物)のことで、その根を燃やしたことからこう呼ばれる。

## 概要

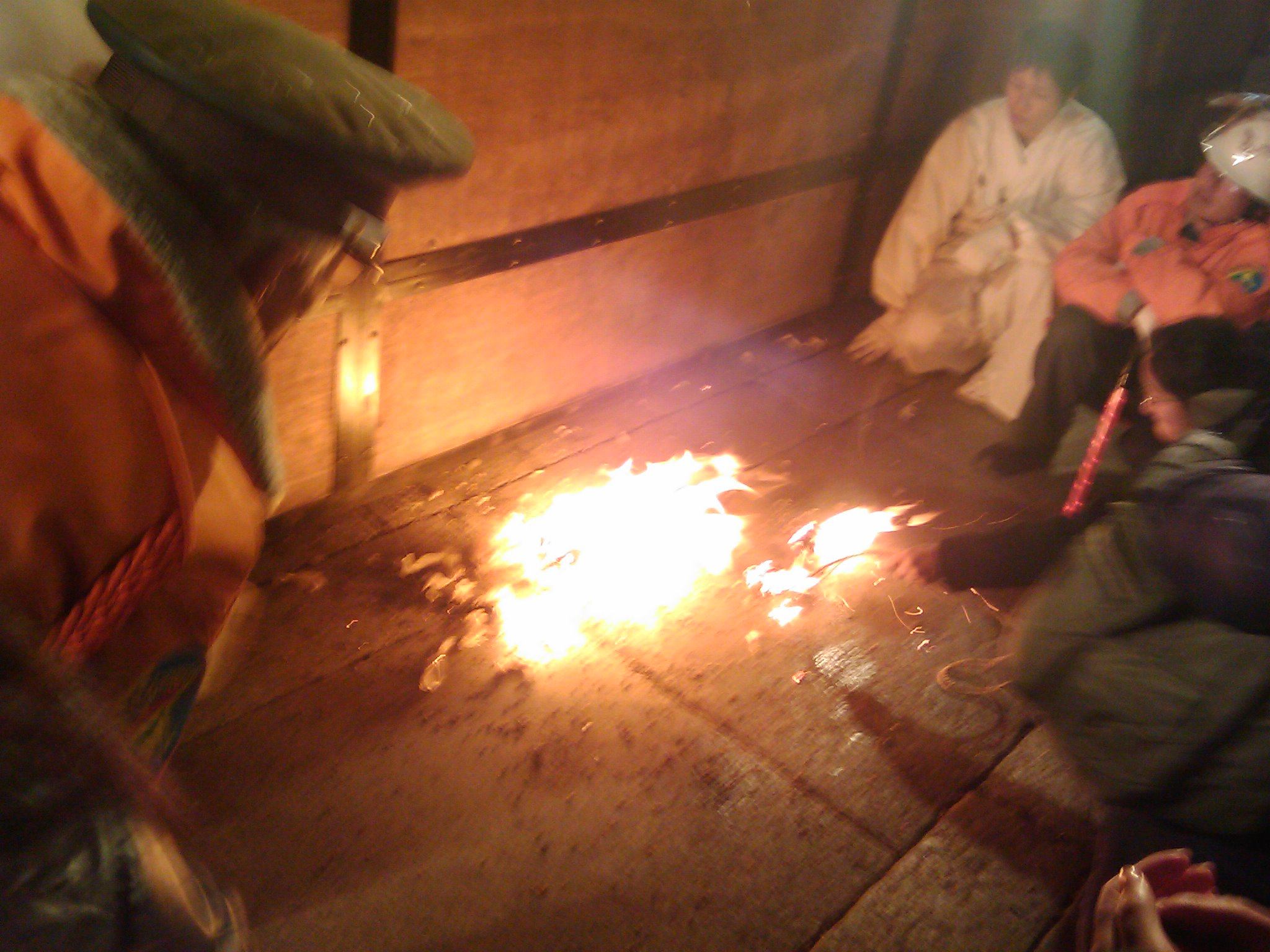
本殿前に落とされた「をけら火」から火を火縄に移す参拝者

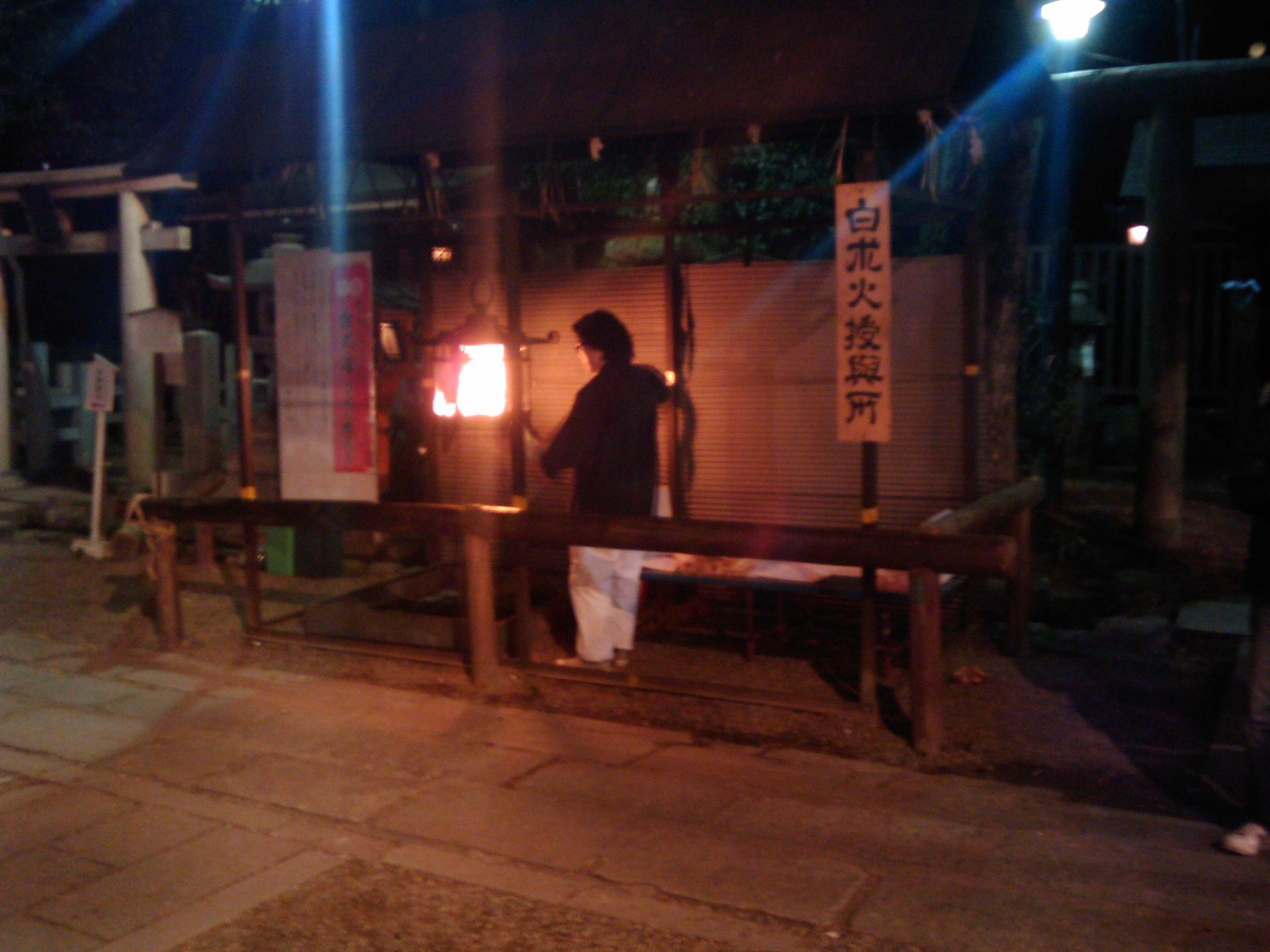
境内に設けられた「白朮火授与所」

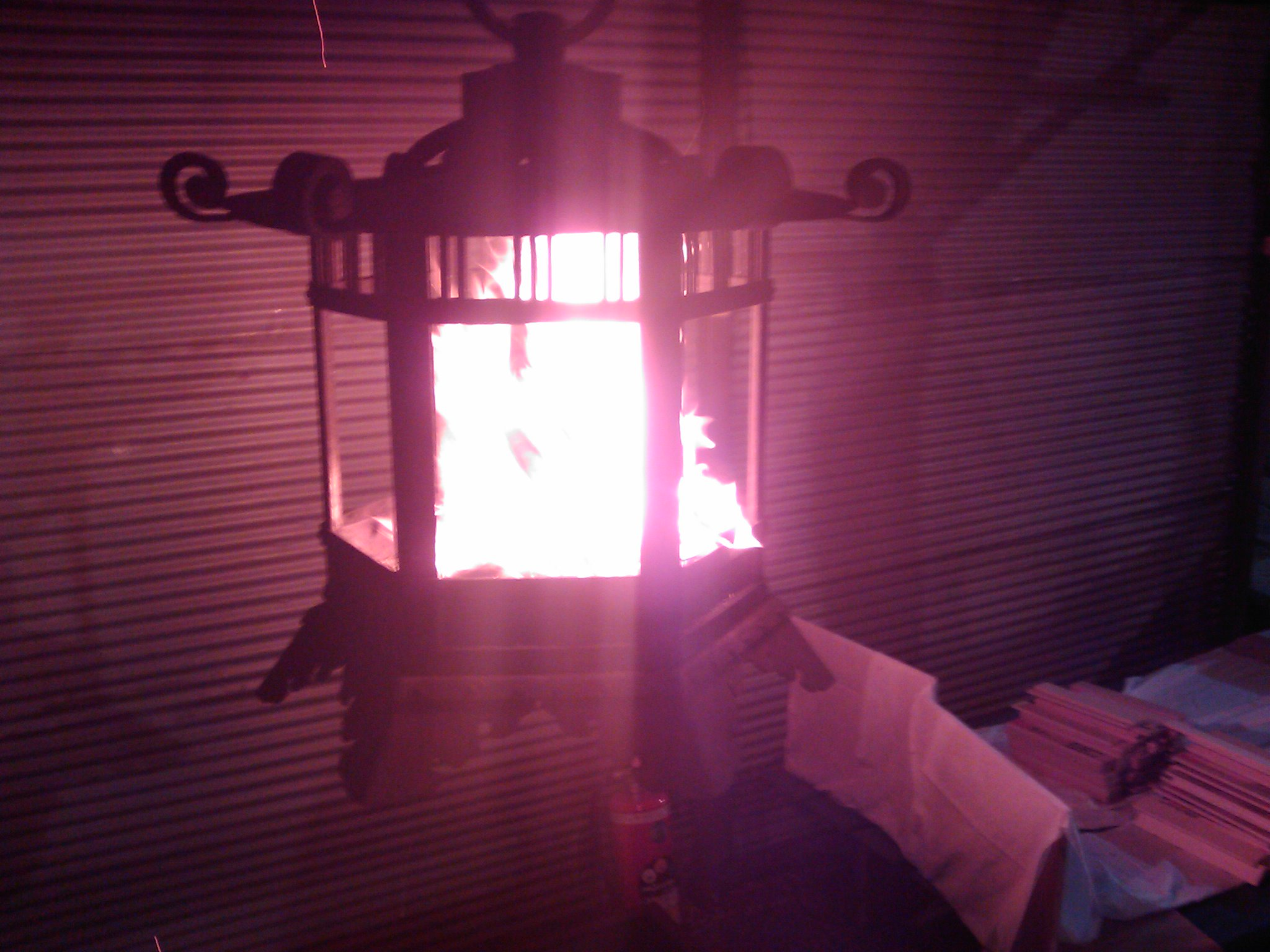
「をけら木」が燃え続ける「をけら灯籠」

12月28日に行われる鑽火式（さんかしき）で古式のままに火鑽杵（ひきりきね）・火鑽臼（ひきりうす）で鑽（き）り出した御神火は本殿内の「白朮（をけら）灯籠」に移される（この白朮火は1年間本殿内で燈し続けられる）。続いて大晦日12月31日の夜7時から行われる除夜祭の終わった後、境内3か所に設けられた「白朮火授与所」の「をけら灯籠」に本殿内から「白朮火」が移される。（境内の「をけら灯籠」では参拝者の願意が書かれた白木の「をけら木」が大晦日午後7時過ぎから元日早朝まで焚かれる。）
境内3か所の「をけら灯籠」の火を竹でできた火縄（吉兆縄）に受けて帰り、無病息災を願って神棚のロウソクの火をつけたり、雑煮を炊く火種とする。これを「をけら参り（をけら詣り）」と言う。
元日1月1日午前5時から本殿で白朮祭の神事が行われる。この時に本殿前において片木（へぎ）に載せられた鉋屑（かんなくず＝削り掛け）に点火して疫気邪気を祓い、本殿前の地面（石畳）に投げ落とされる。この鉋屑には生薬の白朮（をけら）＝オケラ (植物) が混ぜられており煙から独特の匂い（芳香）がする。この火を火縄に移し持ち帰ることもできる。
なお、燃え残った火縄は「火伏せのお守り」として、台所に祀る。 

## 補足
- 火縄は夜店で売っている他、社務所で「火伏せ厄除け」のお守りとして授与されている。また、八坂神社崇敬会の会員には年末に火縄引き換え券が送られてくる。をけら灯籠の火は元日の朝には消えてしまうので火縄を売っている夜店は朝には撤収してしまう。
- 火の付いた火縄をぐるぐる回す光景がニュース等で報じられるが、藁（わら）では直ぐに燃え尽きてしまうので火縄は竹から作られている。ぐるぐる回さなくても意外と消えない。
- 灯籠から火縄に火を移すのは容易いが、本殿前に落とされる「をけら火」は木と白朮（をけら）の削り掛けなので地面に落ちてから十数秒で直ぐに燃え尽きてしまう。こちらから火を採りたい人は素早く火縄に火を移す必要がある。
- 公共交通機関では危険防止のため「をけら参りの火縄は火を消してください」とアナウンスされている。大晦日の深夜に終夜運転されている電車・バスに点火状態の火縄を持ち込むことはできない。なお、かつては京阪電鉄など一部の公共交通機関では、時間帯を決めて火の付いた火縄の持ち込みが認められていた時期があった。
- 例年、をけら祭りでは、参拝者に酒を無料で振舞う「おけら酒」を提供してきたが、2019年実施分から取り止めることになった。SNSなどで情報を知った外国人観光客を中心に、神社の境内の外まで長い行列ができて大混雑となり、警備に人を割かなければならなくなったためとしている[1]。
- 京都市上京区の北野天満宮でもおけら詣りが行われている。こちらでは12月31日午後7時30分より「火之御子社鑽火祭（ひのみこしゃきりびさい）」が行われる。